# N59 (Ierland)
De N59 is een nationale secundaire weg in Ierland, die Sligo verbindt met Galway. De weg is 297 kilometer lang en loopt door de graafschappen Sligo, Mayo en Galway.
De weg sluit in de buurt van Ballisodare aan op de N4 die Sligo met Dublin verbindt. De grotere plaatsen langs de weg zijn Ballina (langs de N26), Westport (langs de N5), en Galway (langs de N6) op het meest zuidelijke punt van de route.

## Plaatsen langs de N59
Tussen haakjes staan de aansluitingen met andere wegen.
- in County Sligo: Ballisodare - Beltra - Dromard - Templeboy - Dromore West (R297) - Owenbeg - Culleens - Corbally
- in County Mayo: Ballina (N26/R294/R310/R314) - Crossmolina (R315) - Moylaw - Bellacorick (R312) - Bangor Erris (R313) - Srahnamanragh Bridge - Ballycroy - Mulrany (R319) - Rosturk - Newport (R311/R317) - Westport (N5/R330/R335) - Liscarney - Carrowkennedy - Aasleagh (R335)
- in County Galway: Glennagevlagh - Leenane - Letterfrack - Moyard - Clifden (R341) - Derrylea - Recess - Derryneen - Maam Cross - Derryerglinna - Oughterard - Killarone - Rosscahill - Moycullen - Galway (N6/N17/N84/R337/...)

N51 · 
N52 · 
N53 · 
N54 · 
N55 · 
N56 · 
N58 · 
N59 · 
N60 · 
N61 · 
N62 · 
N63 · 
N65 · 
N66 · 
N67 · 
N68 · 
N69 · 
N70 · 
N71 · 
N72 · 
N73 · 
N74 · 
N75 · 
N76 · 
N77 · 
N78 · 
N80 · 
N81 · 
N82 · 
N83 · 
N84 · 
N85 · 
N86 · 
N87